# Scelidocteus berlandi
Scelidocteus berlandi is een spinnensoort uit de familie Palpimanidae. De soort komt voor in Congo.